# Utah Museum of Fine Arts

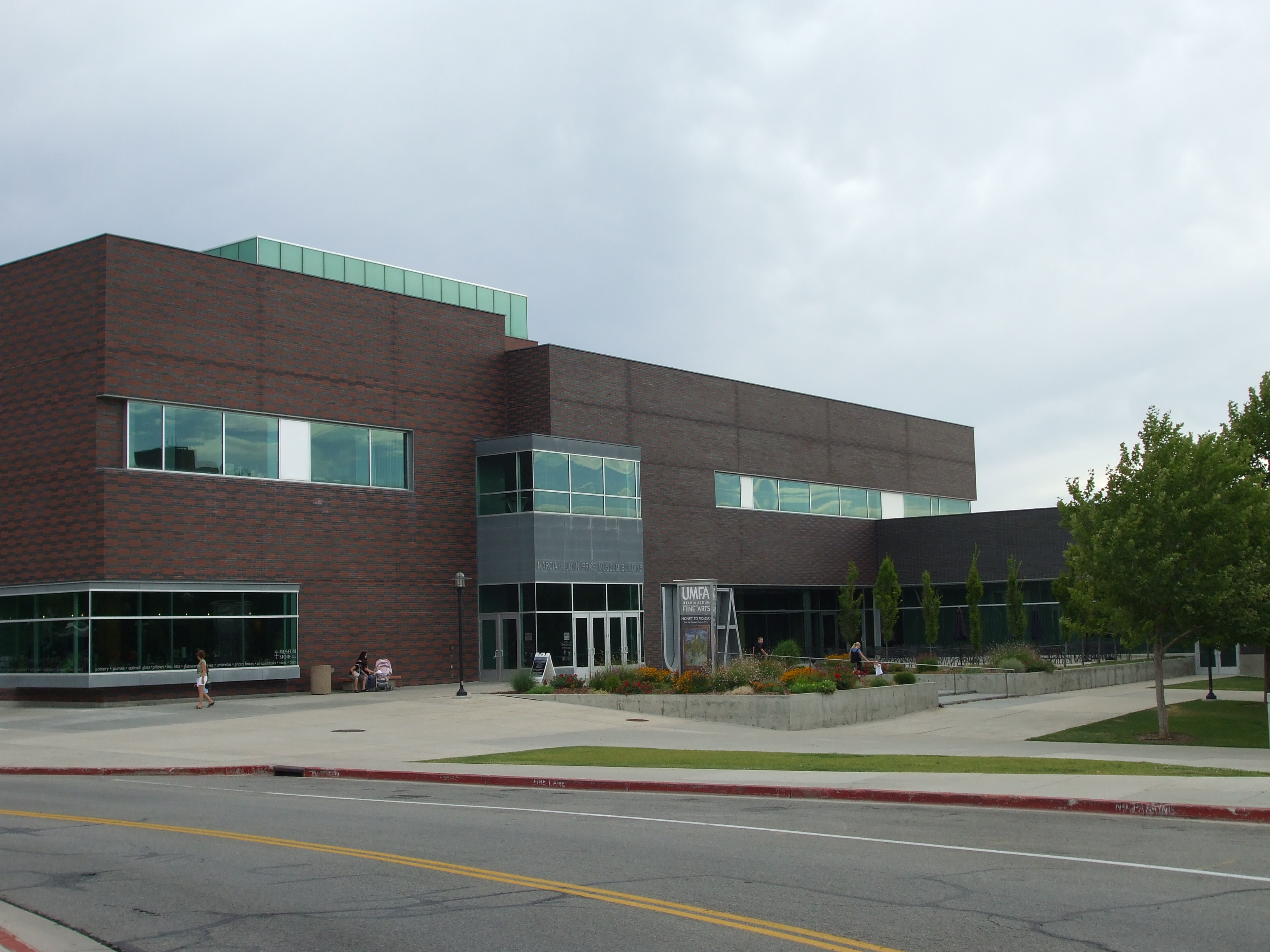
Marcia & John Price Building des Utah Museum of Fine Arts

Das Utah Museum of Fine Arts ist ein Kunstmuseum in Salt Lake City, der Hauptstadt des US-Bundesstaats Utah. Es ist sowohl das Kunstmuseum der University of Utah als auch des Bundesstaates. Das Museum wurde am 6. Mai 1951 eröffnet, die Geschichte der Sammlung beginnt aber schon mit Beginn des 20. Jahrhunderts.

## Geschichte
Zu Beginn des 20. Jahrhunderts wurde im Dachgeschoss des Park Buildings in Salt Lake City eine kleine Galerie eingerichtet, die Vorläufer des Utah Museum of Fine Arts war. Sie zeigte anfangs in nur einem Raum Werke von Künstlern aus der Region. In den folgenden Jahrzehnten erhielt die Abteilung für Schöne Künste der University of Utah größere Schenkungen von Kunstwerken und Anfragen, die Galerie in ein Museum umzuwandeln. Nach einer Renovierung der Räumlichkeiten eröffnete der Direktor der Universität, Albert Ray Olpin, am 6. Mai 1951 das Utah Museum of Fine Arts.
1967 wurde Frank Sanquinetti zum ersten professionellen Direktor des Museums ernannt. Zu diesem Zeitpunkt war die Sammlung so weit expandiert, dass ein neues und größeres Museumsgebäude benötigt wurde. Dieses wurde 1970 bezogen. Das Ziel der Museumsleitung in dieser Zeit war ein weiterer Ausbau der Sammlung. Dafür wurde vor allem um kommunale und regionale Unterstützung geworben, so dass die Expansion vor allem von Mäzenen, lokalen und nationalen Vereinen und Verbänden, der Universität, sowie anderen Bürgern und vor allem dem Bundesstaat Utah getragen wurde. Die steigende Anzahl der Exponate und Bestände führte erneut zu Platzproblemen, so dass 1998 mit dem durch Spenden unterstützten Bau eines neuen Gebäudes begonnen wurde. Im Juni 2001 öffnete das Museum im Marcia and John Price Museum Building. Im selben Jahr wurde David L. Dee zum Direktor des Utah Museum of Fine Arts ernannt.
Seit dem zweiten Umzug erlebt es ein weiter starkes Wachstum der Sammlung und einen Anstieg der Aktivitäten. Im Februar 2005 erklärte das Parlament Utahs das Museum zu einer bundesstaatlichen Einrichtung, was die Bedeutung der Institution für den Bundesstaat unterstreicht.

## Sammlung
Die Sammlung umfasst über 17.000 Werke. Sie umfasst Abteilungen zur Afrikanischen, Amerikanischen, Asiatischen, Ozeanischen und Europäischen Kunst, sowie zur griechisch-römischen Antike, Moderne und Zeitgenössische Kunst, präkolumbische, indianische und regionale Kunst.
Einzelne herausragende Kunstwerke sind eine Allegorie der Erde von Pieter Brueghel der Jüngere, Prinzessin Eudocia Ivanovna Galitzine als Flora von Élisabeth Vigée-Lebrun und American Portrait of Mrs. Benjamin West and Her Son, Raphael von Benjamin West. Daneben sind moderne Werke wie American Wizard von Helen Frankenthaler oder American Flags II von Jasper Johns zu sehen.

## Sonderausstellungen
Seit 1961 werden regelmäßig Sonderausstellungen präsentiert. Die erste Ausstellung war Die frühe Koptische Kunst Ägyptens. Seitdem fanden Ausstellung zu verschiedenen Kunstgattungen statt sowie Retrospektiven zu einzelnen Künstlern, Betrachtungen einzelner Epochen und Regionen. Beispiele für solche Ausstellungen sind Russian Stage and Costume Designs for the Ballet, Opera and Theatre: A Loan Exhibition from the Lobanov-Rostovsky, Oenslager and Riabov Collections aus dem Jahr 1968 und Objekte aus buddhistischen Kulturen aus dem Jahr 1971, weiterhin die 1975er Ausstellung LeConte Stewart: Retrospective, die 1987er Ausstellung Three Photographers: Susan Makov, Craig Law, and John Telford und die 1990er Ausstellung My Beloved Is Mine: Marriage and Womanhood in the Jewish Tradition. Ein weiterer Ausstellungsschwerpunkt ist die Präsentation von Sammlungen von Privatleuten, aber auch Museen wie dem Museum of Modern Art.
Die bisher erfolgreichste Ausstellung ist Monet to Picasso aus dem Jahr 2008, in der Leihgaben aus dem Cleveland Museum of Art gezeigt wurden. Innerhalb von vier Wochen besuchten fast 15.000 Menschen die stark beworbene Ausstellung, was einen Schnitt von über 500 Besucher pro Tag bedeutet. Insgesamt verzeichnete das Museum über 50.000 Besucher.